# BgC3
bgC3 LLC è una azienda di tipo think tank fondata nel 2008 da Bill Gates, già fondatore di Microsoft.

## Storia
Il nome è l'acronimo di Bill Gates Catalyst 3, con il numero aggiuntivo (3) che indica il terzo tentativo oltre a Microsoft e la Bill & Melinda Gates Foundation.
È classificata nell'archivio federale dei marchi nelle seguenti aree:
- Servizi tecnologici e scientifici;
- Analisi industriale e ricerca;
- Design e sviluppo di hardware e software per computer.

L'azienda è stata descritta come un incrocio tra un think tank, un incubatore e una società di venture capital. bgC3 è gestito da Larry Cohen, un ex dirigente di Microsoft, che funge da socio amministratore.